# Plantago afra
Lo psillio (Plantago afra) è una pianta officinale appartenente alla famiglia delle Plantaginaceae, diffusa nel bacino del Mediterraneo.

## Distribuzione e habitat
Cresce principalmente nell'Europa del sud, in Nordafrica e in Medio Oriente.

## Descrizione
Pianta erbacea con infiorescenza a spiga e semi di colore bruno.
Il principio attivo principale è il glicoside aucubina, ma contiene anche polifenoli, polisaccaridi mucillagini, vitamina C, silice, potassio e zinco.

## Usi
Viene coltivata principalmente per i suoi semi che costituiscono un efficace ed innocuo lassativo naturale.
I semi, piccoli, di colore nero, insapori e inodori, contengono una mucillagine che al contatto con l'acqua si rigonfia e aumenta di volume. Il gel che in questo modo si genera nell'intestino aumenta il volume della massa fecale, ne ammorbidisce il contenuto e stimola meccanicamente la peristalsi facilitando lo svuotamento e la defecazione.
La mucillagine ha inoltre proprietà antinfiammatorie e lenitive sulla mucosa, è quindi indicata nelle coliti e nel colon irritabile.
I semi di psillio vengono generalmente indicati per le stipsi croniche e non hanno effetti collaterali noti.
Se assunti in contemporanea con altri farmaci possono ostacolarne l'assorbimento.
I semi (anche sotto forma di cuticola) sono l'unica parte della pianta in commercio, mentre nella medicina familiare se ne utilizzano anche le foglie, con funzioni analoghe a quella delle congeneri Plantago major e Plantago media. Possono essere utilizzate come rimedio esterno di punture di insetti e lievi ustioni.